# Tina Charles (piosenkarka)
Tina Charles (ur. 10 marca 1954 w Whitechapel w Londynie) – piosenkarka angielska, osiągnęła sukces artystyczny w połowie lat 70. Jej najbardziej znanym singlem był hit "I Love to Love" z roku 1976, który doszedł do 1. miejsca na listach UK Singles Chart, utrzymując tę pozycję przez 3 tygodnie, oraz Irish Single Chart – 4 tygodnie.

## Single i albumy

### Single
- "Nothing In The World" – (1969)
- "In The Middle Of The Day" – (1969)
- "Good To Be Alive" – (1969)
- "Bo-Bo's Party" – (1970)
- "You Set My Heart On Fire" – (1975)
- "I Love to Love (But My Baby Loves To Dance)" – (1976) – #1
- "Love Me Like A Lover" – (1976) – Number 28
- "Dance Little Lady Dance" – (1976) – Number 6
- "Dr Love" – (1976) – Number 4
- "Rendezvous" – (1977) – Number 27
- "Love Bug – Sweets For My Sweet (Medley)" – (1977) – Number 26
- "I'll Go Where Your Music Takes Me" – (1978) – Number 27
- "Makin' All the Right Moves"
- "Boogie 'Round the Clock"
- "I Love To Love (remix)" – (1986) – Number 67

### Albumy
- I Love to Love – (1976)
- Dance Little Lady – (1976)
- Rendezvous – (1977)USA
- Heart 'N' Soul – (1977) – Number 35
- Tina Sings with Wild Honey and Heritage Mam – (1977)
- Greatest Hits – (1978)
- Just One Smile – (1980)
- World Of Emotion – (1993)
- I Love To Love – The Best Of – (1998)
- Listen 2 The Music – (2008)

## Życie prywatne
Jest córką Charlesa Hoskinsa i jego żony Hildy.
Mieszka w Anglii.